# Hesperoctenes hermsi
Hesperoctenes hermsi är en insektsart som beskrevs av Ferris och Robert L. Usinger 1939. Hesperoctenes hermsi ingår i släktet Hesperoctenes och familjen Polyctenidae. Inga underarter finns listade i Catalogue of Life.